# Sallespisse
Sallespisse is een gemeente in het Franse departement Pyrénées-Atlantiques (regio Nouvelle-Aquitaine) en telt 564 inwoners (1999). De plaats maakt deel uit van het arrondissement Pau.

## Geografie
De oppervlakte van Sallespisse bedraagt 15,1 km², de bevolkingsdichtheid is 37,4 inwoners per km².
De onderstaande kaart toont de ligging van Sallespisse met de belangrijkste infrastructuur en aangrenzende gemeenten.

## Demografie
Onderstaande figuur toont het verloop van het inwonertal (bron: INSEE-tellingen).